# Elena Kaliská
Elena Kaliská (Zvolen, Banská Bystrica, 19 de janeiro de 1972) é uma canoísta de slalom eslovaca na modalidade de canoagem.

## Carreira
Foi vencedora das medalhas de Ouro em slalom K-1 em Atenas 2004 e Pequim 2008.